# Терренс Роджерс
Терренс Роджерс (англ. Terrence Rogers, нар. 26 грудня 1978) — ангільський футболіст, який грав на позиції нападника. Відомий за виступами у складі збірної Ангільї з футболу, у складі якої є одним із найкращих бомбардирів — 5 забитих м'ячів.

## Біографія
Терренс Роджерс розпочав виступи на футбольних полях в ангільській футбольній команді «Роарінг Лайонс» у 2000 році. У складі команди грав до завершення виступів на футбольних полях у 2015 році.
З 2000 року Терренс Роджерс грав у складі збірної Ангільї з футболу. у складі збірної брав участь у відбіркових матчах Золотого кубка КОНКАКАФ та відбірковому турнірі до чемпіонату світу. У складі збірної грав до 2012 року, зіграв у її складі 16 матчів, та відзначився 5 забитими м'ячами, що робить його одним із найкращих бомбардирів збірної за всю її історію. Після завершення виступів на футбольних полях Терренс Роджерс працює у туристичному бізнесі Ангільї.